# Bubutan (Bubutan)
Bubutan is een bestuurslaag in het regentschap Soerabaja van de provincie Oost-Java, Indonesië. Bubutan telt 11.473 inwoners (volkstelling 2010).